# هرمان فریز
هرمان فریز (انگلیسی: Hermann Friese; ۳۰ مهٔ ۱۸۸۲ – ۱ اکتبر ۱۹۴۵) بازیکن فوتبال، و داور فوتبال اهل برزیل بود.